# Grethe G. Fossum
Pour les articles homonymes, voir Fossum.
Grethe G. Fossum, née le 1er novembre 1945 à Oslo et morte le 29 novembre 2019, est une femme politique norvégienne, membre du parti travailliste. Elle a un mandat dans le Storting pour Hedmark de 1997 à 2001. Elle est également représentante adjointe de 1989 à 1997 et de 2001 à 2005.

## Biographie
Elle naît  le 1er novembre 1945 à Oslo, de Kåre Gulbrandsen et de Iris Pettersen. Elle est enseignante et directrice d'école à Grue en Norvège, avant de devenir active dans la politique du parti travailliste. Elle est membre du conseil municipal et maire suppléante de la ville de 1987 à 1991
Elle est élue pour la première fois comme représentante adjointe en 1989 et réélue en 1993. Au cours de son mandat de députée, elle remplace Kjell Borgen et Sigbjørn Johnsen au cours de leur mandat et de leurs mandats ministériels. Lors des élections parlementaires norvégiennes de 1997, elle est élue à un siège à part entière. Elle siège au comité de la famille, de la culture et de l'administration et au comité des finances.
Lors des élections de 2001, les travaillistes voit leur nombre de sièges diminuer par rapport à l'élection précédente et Fossum est élue députée. Elle remplace Sylvia Brustad pendant son mandat de ministre.
Fossum meurt le 29 novembre 2019 à l'âge de 74 ans .